# USS Minneapolis (CA-36)
El USS Minneapolis (CA-36) de la Armada de los Estados Unidos fue un crucero pesado de la clase New Orleans. Fue puesto en gradas en 1931, botado en 1933 y comisionado en 1934. Luchó en el Pacífico durante la II Guerra Mundial obteniendo dieciséis estrellas de batalla.

## Construcción
Fue construido por Philadelphia Navy Yard (Filadelfia, Pensilvania); fue puesto en gradas el 27 de junio de 1931, botado el 6 de septiembre de 1933 y comisionado el 19 de mayo de 1934.
Fue un crucero de 9950 t de desplazamiento, 180 m de eslora, 18 m de manga y 6 m de calado; una propulsión de 4 turbinas de vapor a 4 hélices (potencia 107 000 shp, velocidad 32,7 nudos); y un armamento de 9 cañones de 203 mm (3×3), 8 cañones de 127 mm y 8 ametralladoras de 12,7 mm.

## Historia de servicio
El crucero Minneapolis participó de la batalla del mar del Coral del 4 al 8 de mayo de 1942 en cobertura del portaaviones Lexington. Cuando el hundimiento de este el crucero rescató miembros de la tripulación. Después, le tocó la batalla de Midway (3-6 de junio) y el desembarco en Guadalcanal (7-9 de agosto).

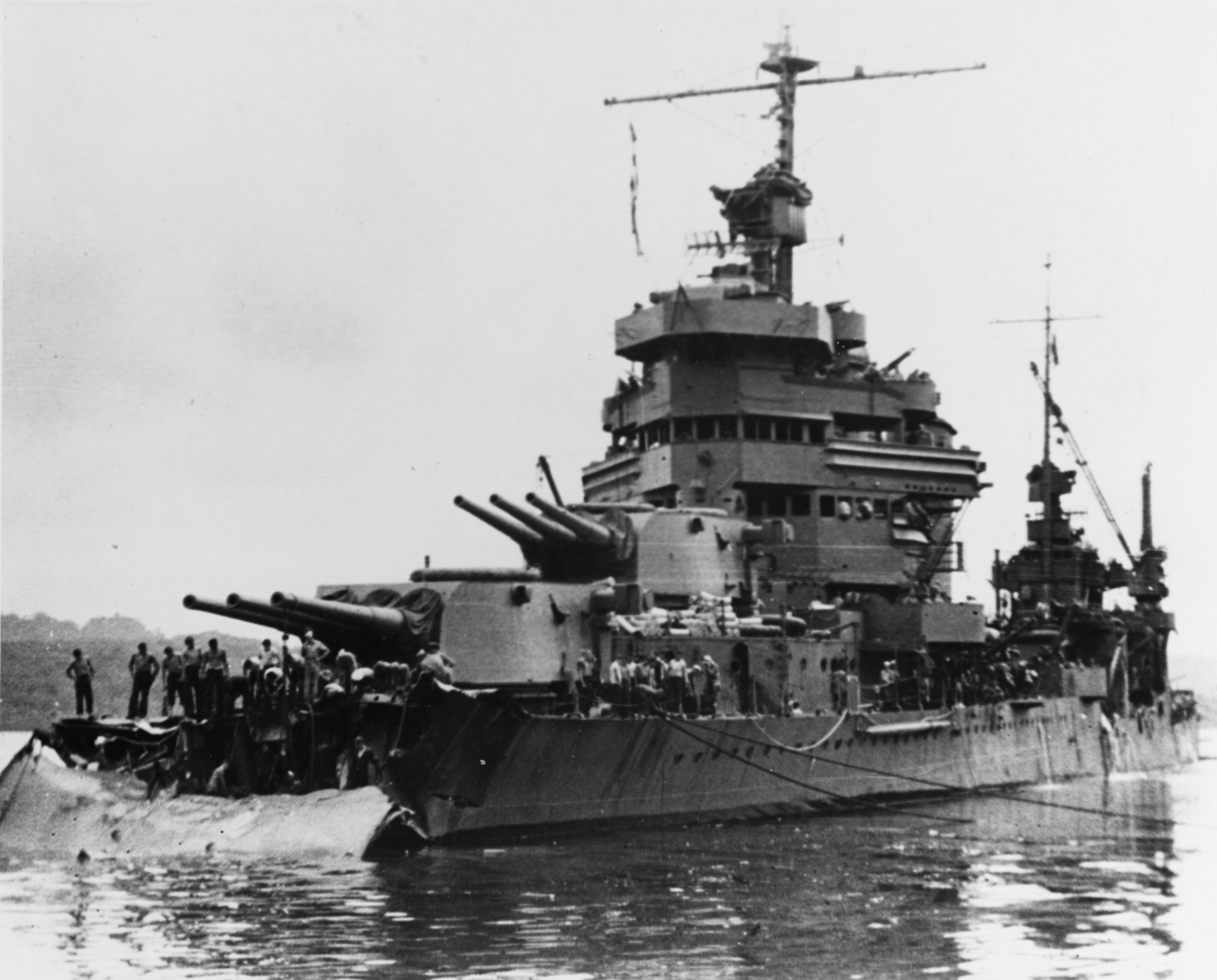
Minneapolis en Tulagi (1942)

Como insignia de la TF 67, participó de la batalla de Tassafaronga (30 de noviembre) donde sufrió graves averías (destrozo de la proa) por impacto de dos torpedos enemigos. La tripulación lo llevó y reparó provisoriamente en Tulagi. Con mantenimiento completo en Mare Island, regresó a las operaciones en agosto de 1943.
Participó de la batalla del mar de Filipinas (19-20 de junio de 1944), la batalla del golfo de Leyte (23-26 de octubre de 1944) y finalmente la batalla de Okinawa (a partir del 25 de marzo de 1945). Fue insignia del almirante Thomas C. Kinkaid cuando este recibió la rendición japonesa en Corea el 9 de septiembre de 1945.
Pasó a reserva el 10 de mayo de 1946 y fue descomisionado el 10 de febrero de 1947. Obtuvo dieciséis estrellas de batalla.